# عرقيص ثنائي اللون
عرقيص ثنائي اللون (الاسم العلمي:Desmodium discolor) هو نوع من النباتات يتبع جنس العرقيص من الفصيلة البقولية.